# Sydmotorvejen
Autostrada M30 zwana Sydmotorvejen (duń. Sydmotorvejen) przebiega z północy na południowy zachód od węzła Køge-Vest gdzie krzyżuje się z autostradami Køge Bugt Motorvejen (M10) i Vestmotorvejen (M20) do Rødbyhavn, gdzie kończy swój bieg w porcie promowym.
Autostrada oznakowana jest jako E47.

## Odcinki międzynarodowe
Przebieg autostrady stanowi fragment tras europejskich E47 oraz E55.
| Trasa europejska | Odcinek                                                     |
| ---------------- | ----------------------------------------------------------- |
| E47              | Droga na całej długości jest częścią trasy europejskiej E47 |
| E55              | Motorvejskryds Køge-Vest – Eskilstrup                       |

## Zobacz też

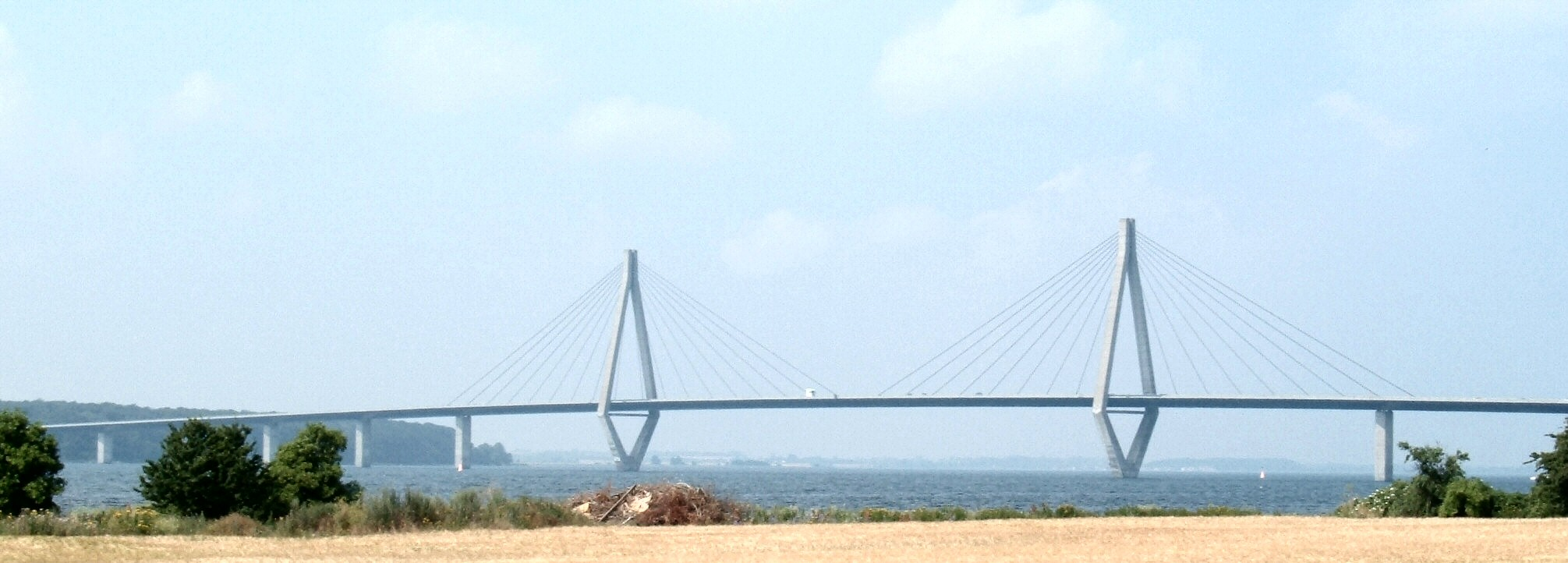
Południowa część mostu Faro